# ماسیف سنترال
ماسیف سنترال (انگلیسی: Massif Central) منطقه‌ای مرتفع در میانه جنوب فرانسه است که در بر گیرنده کوه و فلات است و حدود ۱۵ درصد مساحت فرانسه را می‌پوشاند.
این توده‌کوه (ماسیف) پس از فروکش کردن فوران‌های آتشفشانی در حدود ده هزار سال پیش بر اثر شکافی ژرف با امتداد شمالی- جنوبی که توسط رود رون ایجاد شده از رشته‌کوه آلپ جدا شد.

## زمین‌شناسی و جغرافیا
ماسیف سنترال یک توده‌کوه (ماسیف) قدیمی است که طی کوهزایی واریسکی تشکیل شده و سنگ‌های عمده آن از نوع گرانیت و سنگ‌های دگرگونی است. این توده‌کوه در بخش شرقی خود بر اثر بالاآمدگی کوه‌های آلپ در دوره پالئوژن و در بخش جنوبی بر اثر بالاآمدگی کوه‌های پیرنه ارتفاع یافته و از نظر زمین‌شناختی جوان‌تر شده است.